# Alexander I av Kakheti
Alexander I av Kakheti, död 1511, var en georgisk monark. Han var kung i kungariket Kakheti mellan 1476 och 1511.